# ウエスト棚氷

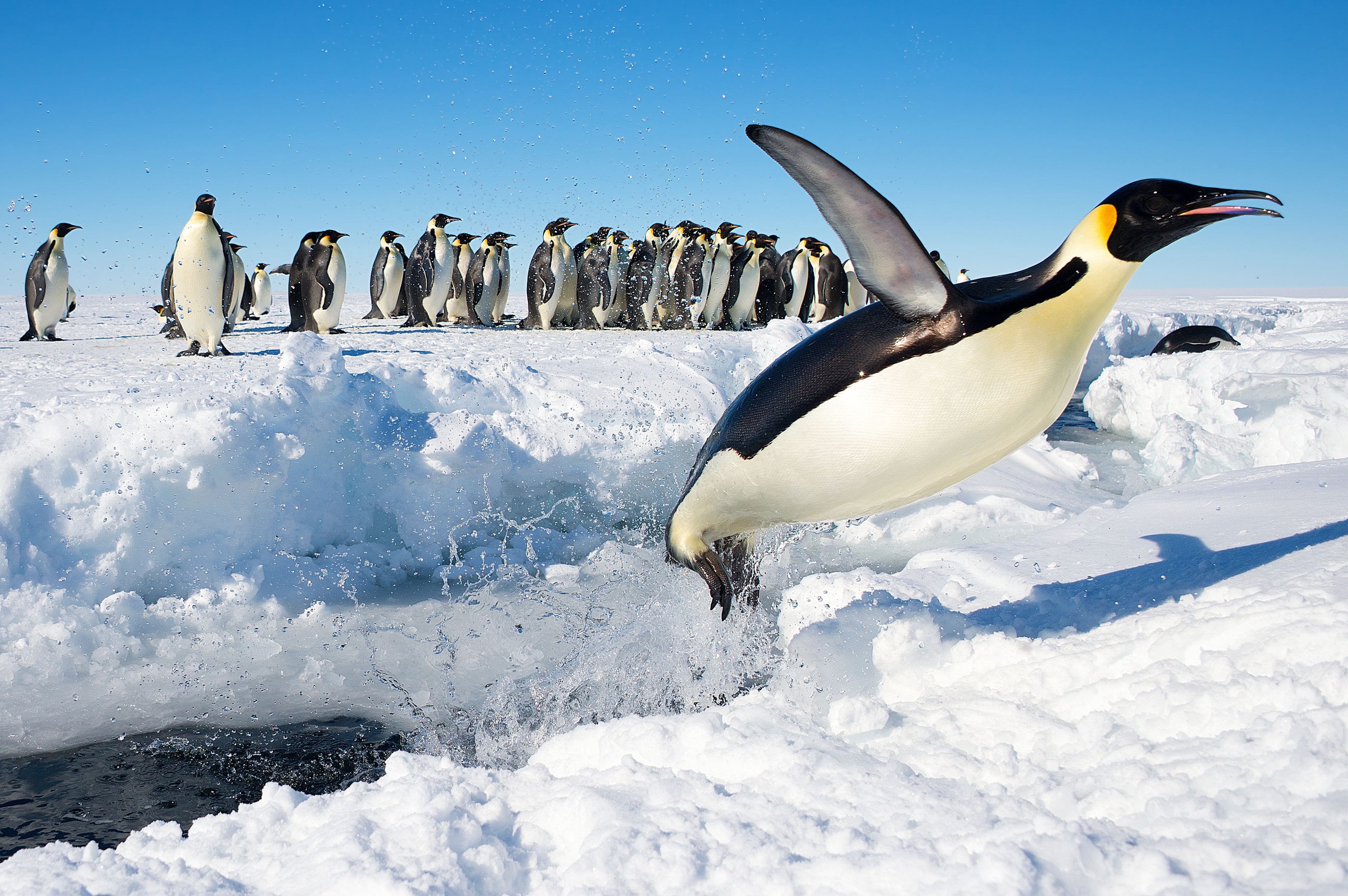
ウエスト棚氷で繁殖を行うコウテイペンギン

ウエスト棚氷（West Ice Shelf、ウエストたなごおり）とは、東南極のバリア湾とポサドウスキー湾の間、レオポルド・アストリド海岸に沿って東西方向に350 km (220 mi)にわたって広がる棚氷である。南極大陸に接する縁からは北に最大で120 kmの長さがある。

## 発見・命名
ウエスト棚氷は1901年から1903年にかけてドイツによって行われたエーリッヒ・フォン・ドリガルスキーの率いるガウス遠征の最中に発見された。ウエスト棚氷という名称の由来は、ガウス遠征において遠征隊が最初にこの棚氷を目にしたのが西の方向であったことである。ガウス遠征では西側の視界が限られており、それは長く続くものとなった。なぜなら、1902年2月21日に船は流氷に閉じ込められてしまい、1903年2月8日までそこから脱出できなかったためである。

## 鳥類保護区
ウエスト棚氷の北西の縁の近くにある海氷の上、面積416 ha (1,030エーカー)の地域（南緯68度36分29秒 東経77度53分37秒 / 南緯68.60806度 東経77.89361度座標: 南緯68度36分29秒 東経77度53分37秒 / 南緯68.60806度 東経77.89361度）はバードライフ・インターナショナルによって、コウテイペンギンの重要な繁殖地があるために重要野鳥生息地として指定されている。